# Gorno-Altaisk
Gorno-Altaisk (rus Го́рно-Алта́йск) és la capital de la República de l'Altai, Rússia. Està situada 3,641 km a l'est de Moscou. Població: 53,538 (cens rus (2002)).
És l'única ciutat de la república i es troba a la vall de Mayma als peus del massís de l'Altai. Els missioners ortodoxos russos arribaren a la vall el 1830 i s'establiren vora l'assentament d'Ulala, on aleshores vivien 19 famílies indígenes i tres famílies russes. L'any següent Ulala fou escollida per a construir la primera església ortodoxa a la zona.
Quan fou creada la Regió Autònoma Oyrot el 1922, Ulala n'esdevé la capital. El 1928 la vila assolí estatut de ciutat i el 1932 canvià el nom a Oyrot-Tura. Tanmateix, el 1948 les autoritats decidiren que les tribus indígenes de la zona no tenien el nom d'oyrats, i el nom de la regió canvià al de Districte Autònom Gorno-Altai (i.e. districte autònom d'Altai Muntanyenc), i aquest fou el nom per a la capital.
Gorno-Altaisk té alguna indústria, un aeroport, un teatre una universitat i un museu regional. És a 96 km de l'estació de ferrocarril de Biïsk.